# ノリウッド

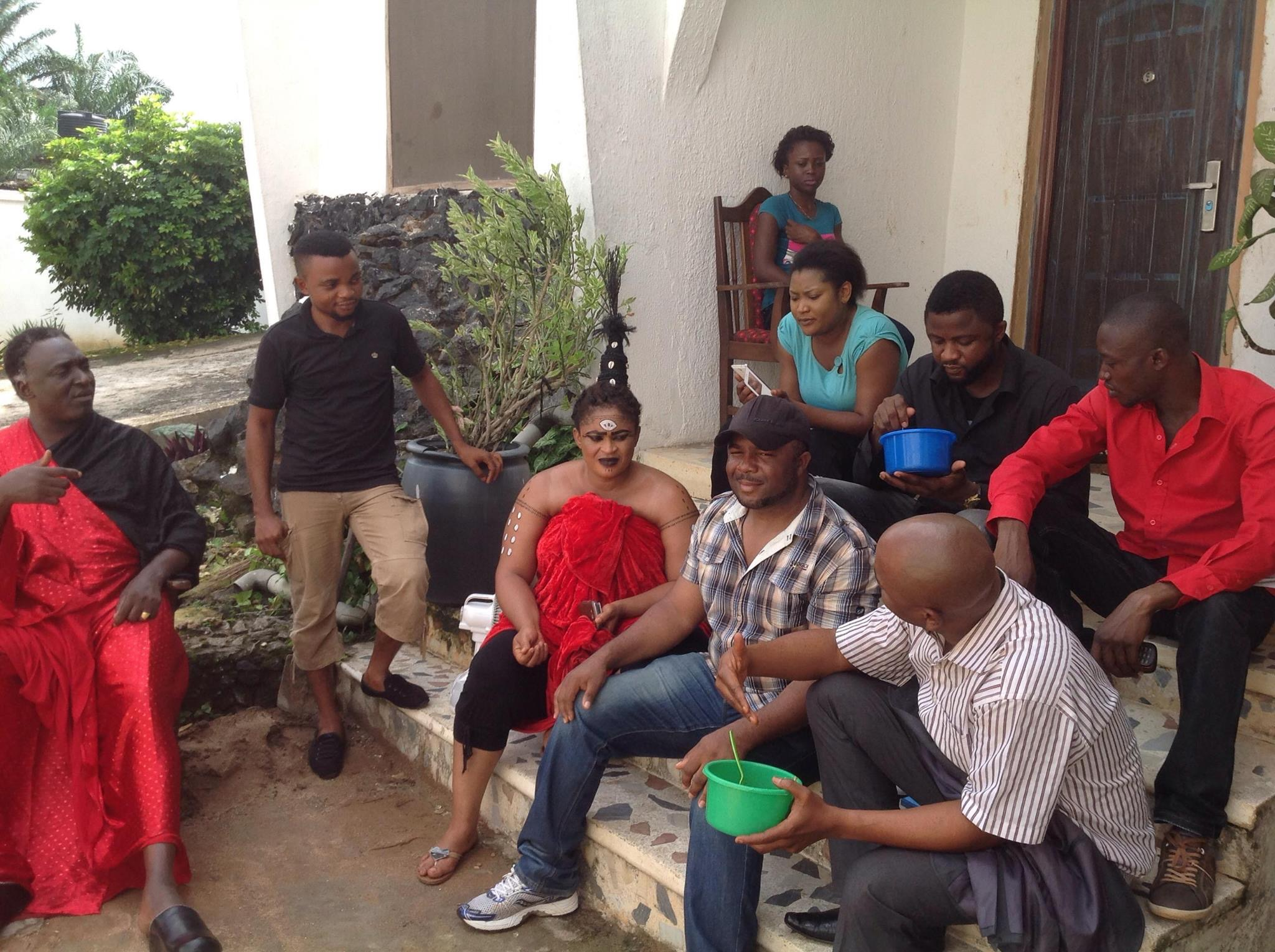
ノリウッドの撮影の例。

ノリウッド (Nollywood) とは、ナイジェリアで制作された映画及び映画産業。ハリウッドとナイジェリアを組み合わせた造語。

## 概要
低予算ながらも年間約2000本の映画が作られる。ハリウッド、ボリウッドに次ぐ経済規模を持つ。
作品の大半は市販のデジタルカメラで短期間に撮影された低予算映画を占めており、作品の中では麻薬や人身売買といった社会問題を取り上げつつも、最後はハッピーエンドで締めくくるという特徴がある。

## 歴史
ナイジェリアの映画の歴史は、映画の歴史そのものにまでさかのぼる。特に19世紀後半には、キネトスコープが使用され、これらはすぐに、20世紀初頭に改良された映画展示装置に置き換えられた。ナイジェリアの劇場で上映された最初の映画は、1903年8月12日から22日までラゴスのグラバー記念館で上映された。
ナイジェリアで製作された最古の長編映画は、ジェフリー・バルカス監督の1926年の『パラヴェール』で、ナイジェリア人俳優が重要な役割を演じた最初の作品でもある。1954年の時点で、移動式シネマバンはナイジェリアで少なくとも350万人に上映され、ナイジェリア映画ユニットによって制作された映画は44の利用可能な映画館で無料で上映された。ナイジェリア映画ユニットに完全に著作権が与えられた最初の映画は、サム・ゼッバの『Fincho』(1957年)です。これは、ナイジェリアで上映された最初のカラー映画でもある。
1960年のナイジェリア独立後、映画館は急速に拡大し、新しい映画館が設立された。[15] その結果、1960年代後半から1970年代にかけて、ナイジェリアの劇場映画、特にナイジェリア西部の作品が増加した。それは、ヒューバート・オグンデやモーゼス・オライヤなどの元演劇家が大画面に移行したためである。
1972年、ヤクブ・ゴウォンによって、合計約300の映画館の所有権を外国人所有者からナイジェリア人に譲渡することを要求する土着化令が発令され、その結果、より多くのナイジェリア人が映画や映画で活躍するようになった。[18] 1973年から1978年にかけての石油ブームは、ナイジェリアの購買力の増加により、幅広い市民が可処分所得をシンに費やすようになったため、ナイジェリアの映画文化の自発的な後押しにも大きく貢献した。
いくつかの中程度の興行成績を収めた後、ウェール・アデヌガ監督の『パパ・アジャスコ』(1984年)が最初の大ヒット作となり、3日間で約61,000ウォン(約2015年21,552,673ウォン)の興行収入を記録した。その1年後、モーゼス・オライヤの『Mosebolatan (1985)』も5日間で10万7000ウォン(2015年約4418万499ウォン)を売り上げた。[19]
黄金時代の衰退後、ナイジェリアの映画産業は1990年代に第2の大きなブームを経験し、おそらく直接ビデオ映画『束縛生活』(1992年)の公開によって特徴付けられた。この産業は2000年代半ばにピークを迎え、年間映画製作数で世界第2位の映画産業となり、米国を上回り、インドに次ぐ地位を築いた。それはアフリカ大陸、ひいてはカリブ海とより広い難民層[21]のスクリーンを支配し始め、映画は文化に大きな影響を与え[22]、映画俳優は大陸全体でお馴染みの名前になった。このブームは、いくつかの国でナイジェリア映画に対する反発を招き、「アフリカのナイジェリア化」などの理論に接した。
2000年代半ば以降、ビデオ映画時代の衰退期に、ナイジェリア映画は、作品の質と業界のプロフェッショナリズムを促進するためにいくつかの再編を受けており、『フィギュリン』(2009)は、現代ナイジェリア映画の大きな転換を示すものとして広く見なされている。それ以来、ナイジェリアでは映画館が復活し、映画文化が着実に復活している。[9][25] 2013年現在、ナイジェリアの映画は世界で3番目に価値のある映画産業として評価されている。
90年代に日本や中国から仕入れた大量の空のVHSの処分に困ったケネス・ネブエが『リヴィング・イン・バンデッジ』を撮影してVHSにコピーしたものを販売し、それが大ヒットしたのが始まりとされている。これにより、映画館よりもVHSやビデオCD、DVDといったメディアを安値で購入して自宅で見るという形が広まった。
2000年代に入ってから、ナイジェリアにおける映画制作が本格化した。

## ナイジェリア国外への影響
ノリウッド作品はいくつかの国へ輸出されており、南アフリカの有料テレビ放送事業者マルチチョイスはナイジェリアの映画専門チャンネルを4つ開設した。
また、アメリカ合衆国の動画配信サービスNetflixは、10本以上のノリウッド映画を全世界に向けて配信している。